# Armoriale delle famiglie italiane (Dell)
Questo è l'armoriale delle famiglie italiane il cui cognome inizia con le lettere Dell.

## Armi

### Dellab
| Stemma | Casato e blasonatura |
| ------ | --- |
|        | Della Badessa (Firenze) argento, a due cerchi di rosso, concentrici a un tortello dello stesso alias Cerchiato d'argento e di rosso alias Cerchiato di rosso e d'argento (citato in (16)) |
|        | Della Badessa (Toscana) (DE) In Silber 3 konzentrische rote Ringe (citato in (23)) |
|        | Della Balestra (Firenze) D'argento, alla balestra posta in palo al naturale, e alla banda diminuita attraversante d'azzurro, caricata di tre stelle a otto punte d'oro (citato in (16)) |
|        | Della Balestra (Firenze) D'argento, alla balestra posta in palo al naturale, il fusto caricato dello scudetto di Firenze (citato in (16)) |
|        | Della Balestra (Toscana) (DE) In Blau 1 goldener Doppelpfeil, beidseitig begleitet von je 1 achtstrahligen goldenen Stern und überhöht von 1 vierlätzigen roten Turnierkragen dieser zwischen den Lätzen begleitet von je 1 goldenen Lilie (citato in (23)) |
|        | Della Barba (Firenze) Di nero, a tre bande d'argento, la centrale caricata di tre palle di rosso, le due laterali bordate di rosso e caricate di un filetto increspato dello stesso (citato in (16)) |
|        | Della Barba (Pescia) D'azzurro, alla testa di Giano bifronte di carnagione, vestita di rosso alias D'azzurro, alla testa di Giano bifronte di carnagione, vestita di rosso, con il capo di Santo Stefano (citato in (16)) |
|        | Della Barba o Corizio o Gorizzo (Novara) Di rosso, all'albero di verde, cucito, sostenuto da un leone d'argento, guardante una palla, pure d'argento, alla destra dell'albero alias D'azzurro, all'albero al naturale, sostenuto da due leoncini d'oro, con il capo d'oro, carico di un'aquila coronata, di nero alias D'azzurro, all'albero al naturale, con il capo di rosso, alla croce d'argento (citato in DAlena) |
|        | Della Barba Chiaravaldi o Ridolfo Barba (Toscana) (DE) In Blau 3 rotbordierte silberne Schräglinksbalken, der mittlere belegt mit 3 querovalen roten Scheiben, die äußeren belegt mit je 1 Zickzackschräglinksbalken (citato in (23)) |
|        | Della Barile (Firenze) D'oro, a tre pali scaglionati d'oro e d'azzurro (citato in (16)) alias (DE) 7mal gold-blau gespalten, in den blauen Plätzen je 3 goldene Sparren (citato in (23)) |
|        | Della Barra (Toscana) (DE) In Schwarz 3 silberne Schräglinksbalken, der mittlere belegt mit 3 roten Scheiben, die äußeren rotbordiert und belegt mit je 1 Zickzackschräglinksbalken (citato in (23)) |
|        | Dell'Abate (Modena) d'argento, a due scaglioni d'azzurro, al capo di rosso, caricato di una mitra con le infule d'argento, bordata d'oro e foderata di verde (FR) D'argent, à deux chevrons d'azur, au chef de gueules, ch. d'une mitre avec ses rubans d'argent, bordée d'or et fourrée de sinople. (citato in (7)) d'argento, a due caprioli d'azzurro; col capo di rosso, caricato di una mitra con infule d'argento, bordata d'oro e foderate di verde (citato in (24)) |
|        | Dell'Abbaco (Firenze) troncato d'oro su rosso, a tre palle, 2 e 1, dell'uno all'altro (FR) Coupé d'or sur gueules, à trois boules, 2 et 1, de l'un à l'autre (citato in (7)) spaccato al 1° d'oro, a due palle di rosso; nel 2° di rosso ad una palla d'oro (citato in (24)) |
|        | Dell'Abbaco (Firenze) Palato di sei pezzi d'oro e d'azzurro, con il capo di rosso caricato della lettera A maiuscola d'argento (citato in (16)) |
|        | Dell'Abbaco d'azzurro, a tre pali d'oro; con il capo di rosso caricato della lettera A maiuscola d'argento (DE) Unter rotem Schildhaupt, darin 1 silberner Majuskelbuchstabe A, in Blau 3 goldene Pfähle (citato in (23)) |
|        | Dell'Abbaco di rosso, al rettangolo d'oro, bordato d'argento, caricato di due torte di rosso posta in fascia (DE) In Rot 1 silbern bordiertes goldenes Querrechteck, belegt mit 2 roten Scheiben nebeneinander (citato in (23)) |
|        | Dell'Abbaco o Della Grammatica (Firenze) addogato d'azzurro, d'oro e di rosso, col capo di rosso con una A gotica d'argento (citato in (24)) |
|        | Della Bella (Firenze) D'argento, a tre pali di rosso, con la bordura d'oro (citato in (16)) (DE) Innerhalb 1 goldenen Schildbords in Silber 3 rote Pfähle (citato in (23)) alias Palato di sei pezzi d'argento e di rosso con la bordura d'oro, l'ultimo pezzo d'argento caricato nel capo di una crocetta di rosso (citato in (16)) alias (DE) 7mal silber-rot gespalten (citato in (23)) alias (DE) Unter 1 silbernen Schildhaupt, darin 1 rotes Kreuz im linken Obereck, innerhalb 1 golden bordierten Feldes in Silber 3 rote Pfähle (citato in (23)) |
|        | Della Bioia (Firenze) Troncato di nero e d'argento, al leone dell'uno nell'altro, armato e lampassato di rosso (citato in (16)) |
|        | Della Bonizzana (San Salvatore Monferrato) D'argento, al grifo di rosso rampante (citato in (18)) |
|        | Della Bordella (Loro Ciuffenna) di rosso al leone d'oro; al capo d'azzurro caricato di quattro gigli d'oro separati da cinque pendenti di un lambello di rosso (citato in (4) – Vol. II pag. 127) |
|        | Della Bordella di rosso, al leone d'oro, col capo cucito d'azzurro, caricato di quattro gigli d'oro, ordinati in fascia (citato in (5) – pag. 146) |
|        | Della Bordella (Firenze) Di rosso, al leone d'oro; con il capo d'Angiò alias D'argento, a tre bande di rosso; con il capo del primo sostenuto da una fascia del secondo e caricato di una rosa di rosso posta fra due gigli d'azzurro, ordinati fra i quattro pendenti di un lambello di rosso alias D'argento, a tre bande di rosso; con il capo del primo sostenuto da una divisa del secondo e caricato di una rosa di rosso posta fra due gigli d'azzurro, ordinati fra i quattro pendenti di un lambello di rosso alias D'azzurro, a tre bande d'oro, accompagnate in capo da un giglio dello stesso, posto fra due rose di rosso, ordinati fra i quattro pendenti di un lambello dello stesso (citato in (16)) |
|        | Della Burella (Firenze) Troncato d'argento e d'azzurro, al cane rampante attraversante di rosso (citato in (16)) |

### Dellac
| Stemma | Casato e blasonatura |
| ------ | --- |
|        | Dell'Acaja (Lecce) 3 conchiglie di oro su banda di rosso poste nel senso della pezza su argento - 7 cerchi di rosso posti in orlo 3 a destra in alto a 4 in basso a sinistra di cui 2 intrecciati in sbarra (citato in LEOM) alias d'argento, alla banda d'azzurro caricata di tre conchiglie di S. Michele d'oro, accompagnata da sei anelli di rosso posti in cinta, il secondo dei tre nel canton destro della punta attaccato con un altro del medesimo (citato in (24)) |
|        | Delle Calvane (Firenze) Di..., al grugno di cinghiale di..., accompagnato nel cantone destro del capo da un giglio di... (citato in (16)) |
|        | Della Camera (Firenze) D'argento, a tre catene d'azzurro uscenti dai fianchi dello scudo, poste in scaglione riverso e ordinate l'una sull'altra; con il capo d'Angiò (citato in (16)) |
|        | Della Campana (Cesena) (la blasonatura non è stata ancora caricata) (citato in BLCW) Immagine in Blasone Cesenate. |
|        | Della Candida (Molise) Inquartato: nel 1° e 4° d'argento alla sirena di carnagione coronata d'oro, nuotante su di un mare di verde; nel 2° e 3° d'azzurro alla croce d'argento (citato in DAlena) |
|        | Della Casa (Firenze) D'argento, all'albero di olivo di verde nodrito su un monte di sei cime dello stesso (citato in (16)) alias (DE) In Silber 1 schwebender grüner Sechsberg, oben besetzt mit 1 naturfarbenen Laubbaum (citato in (23)) |
|        | Della Castagna (Napoli) D'azzurro al castagno sradicato d'oro (citato in DAlena) |
|        | Della Cava (Sicilia) D'argento al leone di rosso sormontato da una stella d'azzurro (citato in DAlena) |
|        | Dell'Accerito (Firenze) D'azzurro, alla testa di leone strappata d'oro, lampassata di rosso (citato in (16)) alias D'azzurro, alla testa di leone strappata d'oro, lampassata dello stesso (citato in (16)) |
|        | Dell'Accerrito (Toscana) (DE) In Blau 1 silberner Hundekopf (citato in (23)) |
|        | Dell'Accetta (Toscana) (DE) In Gold 1 nach links gewendete rote Hellebarde (citato in (23)) |
|        | Dell'Accia del Gatto (Toscana) (DE) In Gold 1 sitzende naturfarbene Katze von vorn (citato in (23)) |
|        | Della Cella (Piacenza) Titolo: Nobile di verde a tre caprioli di rosso col capo d'oro caricato di un'aquila di nero col volo abbassato, coronata del campo (citato in (4) – Vol. II pag. 413) |
|        | Della Chiesa (Genova) trinciato d'azzurro e d'oro alla chiesa d'argento tegolata di rosso broccante la trinciatura; al capo d'oro caricato di un'aquila nascente di nero (citato in (2) – pag. 130 e in DAlena) |
|        | Della Chiesa (Saluzzo) Titolo: marchesi di Cinzano; conti di Candiolo, Cervignasco, Isasca, Ponzano, Roddi, Stroppo, Tricerro, Trivero; baroni di Coarazze, Tarantasca; signori di Gerbola, Govone, Torrazza; consignori di Benevello, Cervere, Ceva, Cocconato, Costigliole, Montiglio, Ostana, Pralormo, Priocca, S. Michele, Serralunga, Tonengo d'argento, alla chiesa di rosso; con capo di Francia Cimiero: il pellicano colla sua pietà Motto: In charitate (citato in (4) – Vol. II pag. 444 e in (18)) D'argento, alla chiesa di rosso, con il capo d'azzurro a tre fiordalisi d'oro ordinati in fascia (citato in (18)) una chiesa rossa, con campanile, porte, finestre e coperto di porpora in campo d'argento e per privilegio di Enrico II, re di Francia, confermato da Madama reale di Savoia, hanno aggiunto il capo d'azzurro caricato di tre gigli d'oro in fascia (citato in (22)) alias D'argento, alla chiesa di rosso, aperta e finestrata di nero (arma antica) (citato in (18)) una chiesa di rosso in campo d'argento (citato in (22)) alias Inquartato, al 1° d'argento al tizzone di nero, scorciato, accostato da due tizzoni di verde, tutti accesi di rosso (Tizzoni) al 2° e 3° di rosso, al cavaliere d'argento armato di tutte pezze (Biandrate); al 4° d'argento a tre pali di rosso con il capo d'oro, carico di un'aquila coronata di nero (Tizzoni); sul tutto di Della Chiesa (citato in (18) e in (22)) alias Semipartito e troncato, al 1° d'azzurro, alla lettera C d'argento fiorita, al 2° di Francia, al 3° di Della Chiesa (citato in (18)) Cimiero: il pellicano con la sua piota / il pellicano con la sua pietà / un pellicano in atto di cibare i suoi figliuoli col proprio sangue Motto: In charitate |
|        | Della Chiesa (Cuneo) Titolo: conti della Torre di Utelles; Nome d'uso: Della Chiesa della Torre Troncato, al 1° d'argento, all'aquila di nero, allumata. linguata e armata di rosso, al 2° d'azzurro alla chiesa d'oro, finestrata e coperta di rosso (citato in (18)) tron cato: sopra d'argento, all'aquila di nero allumata, linguata ed armata di rosso, sotto d'azzurro, alla chiesa d'oro aperta finestrata e coperta di rosso (citato in (22)) alias D'azzurro, alla chiesa con il suo campanile, d'argento, con il capo d'argento, all'aquila di nero, coronata d'oro (citato in (18)) una chiesa con suo campanile d'argento ombreggiata di nero in campo di azzurro; ed il capo d'argento caricato di un'aquila di nero, coronata d'oro (citato in (22)) Cimiero: l'aquila del campo Motto: Mai tardi fur - Mai tardi fur gratie divine |
|        | Della Chiesa (Acqui) D'azzurro, alla banda di nero, cucita, con la chiesa aperta, finestrata e tegolata, d'argento (citato in (18)) |
|        | Della Chiesa poi Malaspina (Tortona) Titolo: marchesi di Carbonara Ticino D'azzurro, alla chiesa d'argento alias D'argento, alla chiesa di rosso, sostenuta da un terrazzo di verde, con il capo d'oro, carico di un'aquila di nero, coronata del campo (citato in (18)) |
|        | Della Chiesa (linea di Cinzano) (Torino) Titoli: Marchese di Cinzano, Conte di Roddi, Conte di Ponzano, Signore di Torrazza(Torre di gerbola), Signore di Santo Stefano Roero, Signore di Pralormo Nome d'uso: Della Chiesa di Cinzano inquartato: al 1º di argento al tizzone di nero, scorciato, accostato da due tizzoni di verde, tutti accesi di rosso (Tizzoni); al 2º e 3º di rosso, al cavaliere d'argento, armato di tutte pezze (Biandrate); al 4º d'argento a tre pali di rosso, col capo d'oro, carico dell'aquila coronata, di nero (Tizzoni); sul tutto d'argento, alla chiesa di rosso, col capo di Francia, d'azzurro carico di tre gigli d'oro, ordinati in fascia (Della Chiesa) Cimiero: il pellicano colla sua pietà Sostegni: due leoni al naturale, affrontati Motto: In charitate (citato in (4) – Vol. II pag. 444) |
|        | Della Chiesa (linea di Isasca) (Saluzzo) Titoli: Conte d'Isasca, Conte di Cervignasco, dei Signori del marchesato di Ceva, predicato di S. Michele Nome d'uso: Della Chiesa d'Isasca d'argento, alla chiesa di rosso; con capo di Francia Cimiero: il pellicano colla sua pietà Motto: In charitate (citato in (4) – Vol. II pag. 445) |
|        | Della Chiesa (Saluzzo) d'argento, alla chiesa di rosso, sulla campagna di verde; con capo di Francia (Immagine nella Raccolta stemmi Trippini (JPG).) |
|        | Della Chiesa (linea di Cervignasco e Trivero) (Savigliano, Torino) Titoli: Conte di Cervignasco, Conte di Trivero nome d'uso: Della Chiesa di Cervignasco d'argento, alla chiesa di rosso; con capo di Francia (citato in (4) – Vol. II pag. 446) |
|        | Della Chiesa (linea di Benevello) (Torino) Titoli: Conte di Benevello, Conte di Cervignasco Nome d'uso: Della Chiesa di Benevello d'argento, alla chiesa di rosso; con capo di Francia (citato in (4) – Vol. II pag. 446) |
|        | Della Chiesa (Torino) Titolo: Conte di Torre d'Utelle troncato: sopra d'argento all'aquila di nero, allumata, linguata ed armata di rosso; sotto, d'azzurro, alla chiesa d'oro, aperta, finestrata e coperta di rosso Cimiero: l'aquila del campo Motto: Mai tardi fur (citato in (4) – Vol. II pag. 447) |
|        | Della Chiesa (Genova) trinciato di azzurro e di oro, alla chiesa sul tutto di argento tegolata di rosso; al capo d'oro caricato dall'aquila nascente di nero coronata del medesimo (citato in (4) – Vol. II pag. 447) |
|        | Della Chiesa (Roma) fascia di rosso su semipartito di argento e troncato di azzurro - falco al naturale spada in destra sovrastante con la sinistra su un cofanetto su argento - guerriero romano (legionario) armato di lancia e scudo al naturale su ristretto di verde su argento - facciata di chiesa al naturale su terrazzo di verde su azzurro - croce latina di oro in sbarra a sinistra su azzurro (citato in LEOM) |
|        | Della Ciaia (Siena) Troncato d'azzurro e di verde, al cane rampante attraversante d'argento, collarinato d'oro (citato in (16)) |
|        | Della Colomba (Pisa) Di rosso, alla colomba posata d'argento, tenente con il becco un ramoscello di verde (citato in (16)) |
|        | Della Corba o Boverio Titolo: conti di Visone Di rosso, inferriato d'argento (citato in (18)) |
|        | Della Corgna (Perugia) Titoli: Marchese e Duca di Castiglione del Lago e del Chiugi arbusto di corgnolo al naturale fruttato di rosso sorgente da una fascia di azzurro su - troncato di argento e di nero - 3 bande di oro sul nero (citato in LEOM) |
|        | Dell'Acqua (Siena) D'azzurro, al crescente montante d'oro, sormontato da una stella a sei punte dello stesso alias D'azzurro, al crescente volto in banda d'oro, posto nel cantone sinistro della punta, accompagnato da una cometa ondeggiante in banda dello stesso, posta nel cantone destro del capo (citato in (16)) |
|        | Della Croce (Torino) Titolo:Conte di Doiola di rosso, alla croce d'oro, di 8 punte (citato in (4) – Vol. II pag. 580) Di rosso, alla croce biforcata, d'oro (citato in (15)) |
|        | Della Croce (Carmagnola) Inquartato d'oro e di rosso, alla croce d'azzurro, bordata di nero (citato in (18)) |
|        | Della Croce (Milano) d'argento alla croce di otto punte di rosso, col capo d'oro carico di tre gigli d'azzurro Motti: 1: Praeclari facinoris gloria - 2: Vicit leo de tribu juda - 3: Dio lo vuole (citato in (4) – Vol. II pag. 580) |
|        | Della Croce (Pisa) D'argento, alla croce biforcata di rosso alias Di rosso, alla croce biforcata d'argento (citato in (16)) |
|        | Della Croce Gaspari (Milano) d'argento alla croce piana di otto punte di rosso Motto: Vicit leo de tribu juda (citato in (4) – Vol. II pag. 581) |
|        | Della Crotta (Asti) D'oro, al leone di nero, armato, linguato e immaschito di rosso (citato in (18)) |
|        | Della Crotta (Tortona) Bandato di rosso e d'argento piumato alias Bandato di rosso e d'argento piumato, ogni penna carica di una moscatura di ermellino, di nero, con il capo d'oro, carico di un'aquila coronata, di nero (citato in (18)) |

### Dellad
| Stemma | Casato e blasonatura |
| ------ | --- |
|        | Della Doccia (Arezzo) Partito d'azzurro e d'oro, al leone rivolto del secondo nel primo, e al palo di losanghe accollate del primo nel secondo, ciascuna losanga caricata di un giglio del campo; con il fiume d'argento posto in palo e passato sulla partizione (citato in (16)) |

### Dellaf
| Stemma | Casato e blasonatura |
| ------ | --- |
|        | Della Faciola (Cesena) (la blasonatura non è stata ancora caricata) (citato in BLCW) Immagine in Blasone Cesenate. |
|        | Della Faggia (Pisa) Di rosso, a tre bande d'oro (citato in (16)) |
|        | Della Fanteria (Pisa) Di rosso, a sette spade basse d'acciaio guarnite d'oro, poste in sbarra e ordinate in palo alias Di rosso, a sette spade basse d'acciaio guarnite d'oro, poste in banda e ordinate in sbarra (citato in (16))                                                               |
|        | Della Fargna (Roma) (la blasonatura non è stata ancora caricata) (Immagine nell' Fargna.pdf#view=fit&navpanes=1 Archivio Storico Capitolino.) |
|        | Della Farina (Firenze) Losangato di nero e d'argento, ogni pezzo caricato di un anelletto dell'uno nell'altro (citato in (16)) |
|        | Della Fioraia (Firenze, Arezzo) D'argento, alla pianta sradicata al naturale, fiorita di tre pezzi di rosso (citato in (16)) (DE) In Silber 1 natürliche grünbeblätterte rotblühende Pflanze (citato in (23))                                                                                     |
|        | Della Fiorentina (Firenze) Troncato: nel 1° d'oro pieno; nel 2° d'azzurro, a tre filetti in fascia d'argento (citato in (16)) |
|        | Della Fonte (Firenze) D'azzurro, alla testa di leone d'oro, bailonata di un ramoscello di verde alias D'azzurro, all'albero sradicato di verde, e alla testa di leone d'oro attraversante al tronco (citato in (16))                                                                              |
|        | Della Fonte (Firenze) Di..., alla fontana di un bacino di..., zampillante di... (citato in (16)) |
|        | Della Fonte (Toscana) (DE) In Rot 1 blauer Schräglinksbalken, begleitet oben von 1 achtstrahligen goldenen Stern, unten von 1 zunehmenden goldenen Halbmond (citato in (23)) |
|        | Della Foresta (Firenze) D'azzurro, alla pantera sedente d'oro moscata del campo, incatenata d'argento al cantone sinistro del capo (citato in (16)) |
|        | Della Foresta (Toscana) (DE) In Silber 3 blaue Pfähle, überdeckt von 1 goldenen Balken (citato in (23)) |
|        | Della Forgia (Molfetta) d'azzurro, alla torre d'oro poggiante su 7 monti dello stesso, 4 e 3 (citato in ) |
|        | della Fornaci (Venezia) (FR) D'argent, à deux cotices en bandes de gueules, acc. de deux fourneaux coniques du même. (citato in JB Rietstap (archiviato dall'url originale l'8 luglio 2015).) |
|        | Della Frattina (Frattina, Portogruaro, Venezia, Motta, Treviso) Titoli: Nobile, Conte Palatino, Signore della Frattina di azzurro allo scaglione di oro (citato in (4) – Vol. III pag. 272) scaglione di oro su rosso (probabilmente errato) (citato in LEOM) Cimiero: il drago di verde nascente |

### Dellag
| Stemma | Casato e blasonatura |
| ------ | --- |
|        | Dell'Agata (Firenze) Di rosso, al monte di tre cime d'argento, sormontato da un ramo di rosaio fogliato di verde e fiorito di un pezzo d'argento (citato in (16)) |
|        | Della Genga (Civitanova, Perugia, Assisi, Spoleto) di azzurro all'aquila d'oro coronata dello stesso (citato in (4) – Vol. III pag. 392) aquila ali abbassate (volo) coronata di oro su azzurro (citato in LEOM) |
|        | Della Genga (Trevi) (la blasonatura non è stata ancora caricata) Notizie storiche nel sito della Associazione Pro Trevi. |
|        | Della Gherardesca (Firenze, Pisa) partito: nel 1º d'oro a mezz'aquila bicipite spiegata di nero, membrata, imbeccata e coronata d'oro movente dalla partizione; nel 2º spaccato di rosso e d'argento (citato in (2) – pag. 363 e pag. 569, in (4) - Vol. III pag. 411 (...all'aquila dell'impero...) e in (6) - pag. 47 (... all'aquila di nero, al volo abbassato e coronata del campo ...)) mezza aquila bicipite di nero coronata di oro uscente dalla partizione su oro - troncato di rosso e di argento (citato in LEOM) (Immagine nella Raccolta stemmi Trippini (JPG).) Cimiero: un'aquila di nero uscente, mirante un sole d'oro posto a destra in alto Sostegni: due aquile di nero Motto: Non datur alteri |
|        | Della Gherardesca (Pisa, Firenze) Partito: nel 1° d'oro, alla mezza aquila di nero coronata del campo, uscente dalla partizione; nel 2° troncato di rosso e d'argento alias Partito: nel 1° d'oro, alla mezza aquila di nero coronata del campo, uscente dalla partizione; nel 2° troncato d'argento e di rosso all'albero sradicato al naturale nel primo (citato in (16)) alias Partito: nel 1° d'oro a mezz'aquila bicipite spiegata di nero, membrata, imbeccata e coronata d'oro uscente dalla partizione, nel 2° troncato di rosso e d'argento (citato in DAlena) (Immagine nella Raccolta stemmi Trippini (JPG).)                                                                                             |
|        | Dell'Agnello (Pisa) D'oro, a tre pali d'azzurro, e all'agnello passante attraversante d'argento (citato in (16)) |

### Dellal
| Stemma | Casato e blasonatura |
| ------ | --- |
|        | Dellala (Cuneo) Titolo: consignori di Beinasco, Castagnetto D'azzurro, alla banda d'argento, carica di tre stelle, di rosso Motto: In domo superas (citato in (18)) |
|        | Dell'Albici (Napoletano) (la blasonatura non è stata ancora caricata) (di nero, a due cerchi concentrici d'oro) (citato in (22)) |
|        | Della Lengueglia o Di Lengueglia (Alassio) Titolo: conti di Somano; signori di Cigliè, Villafalletto d'argento a 3 bande di rosso (citato in (4) - Vol. IV pag. 87 e in (18)) 3 bande di rosso su argento (citato in (27)) alias Bandato d'argento e di rosso (citato in (18)) Ornamenti: accollata all'aquila imperiale Motto: Coelo et armis |
|        | Della Leonessa (Molise) Cinque punti di rosso equipollenti a quattro d'argento; i punti rossi caricati ciascuno da un giglio d'oro (citato in DAlena) scaccato di rosso e d'argento di 9 pezzi, i cinque rossi caricati ognuno da un giglio d'oro (citato in (22)) Notizie storiche in Nobili napoletani.                                      |
|        | Della Luna (Firenze) D'oro, alla croce di Sant'Andrea d'azzurro (citato in (16)) |
|        | Della Luna (Verona) palo di argento su partito di rosso e di oro - giglio di oro su rosso - giglio di rosso su oro (citato in LEOM) |

### Dellam
| Stemma | Casato e blasonatura |
| ------ | --- |
|        | Della Malvagìa (Firenze) Troncato d'azzurro e d'oro, a tre rose, 2.1, dell'uno nell'altro (citato in (16)) |
|        | Della Mandra (Molise) (la blasonatura non è stata ancora caricata) (citato in DAlena) |
|        | Della Manganella (Firenze) Partito: nel 1° di rosso, al leone d'argento; nel 2° losangato dei due smalti (citato in (16)) |
|        | Della Manna (Ravello) (la blasonatura non è stata ancora caricata) (citato in DAlena) |
|        | Della Marra (Ravello) Titolo: barone di Ravello; conte di Serino D'azzurro alIa .banda doppio contromerlata di argento, accompagnata nel capo da un rastrello di tre pendenti di rosso (citato in DAlena e in Chiese di Ravello.) alias di azzurro) alla banda doppio-contromerlata di argento (citato in DAlena) ùalias partito nel 1° di azzurro alla banda contromerlata d'argento e nel 2°troncato di oro e di rosso (citato in DAlena, in (22) e in Chiese di Ravello.) alias D'azzurro alla banda controdoppiomerlata d'argento accompagnata in capo da un lambello di tre pendenti di rosso (citato in DAlena) alias D'azzurro alla banda doppiomerlata d'argento ossia scala militare, accompagnata nel capo dal rastrello a tre pendenti di rosso (citato in DAlena) d'azzurro alla banda doppiomerlata d'argento, con un lambello rosso di tre pendenti nel capo dello scudo (citato in (22)) Notizie storiche in Nobili napoletani. |
|        | Della Marra (Napoletano) (la blasonatura non è stata ancora caricata) (citato in (22)) |
|        | Della Marra (Napoletano) (la blasonatura non è stata ancora caricata) (citato in (22)) |
|        | Della Marra (Napoletano) (la blasonatura non è stata ancora caricata) (citato in (22)) |
|        | Della Marra (Napoletano) (la blasonatura non è stata ancora caricata) (citato in (22)) |
|        | Della Marra (Napoletano) (la blasonatura non è stata ancora caricata) (citato in (22)) |
|        | Della Marra (Napoletano) (la blasonatura non è stata ancora caricata) (citato in (22)) |
|        | Dell'Amendolea (Napoletano) (la blasonatura non è stata ancora caricata) (citato in (22)) |
|        | Della Merina (Pisa) Troncato d'oro e di nero, a tre crescenti montanti del primo nel secondo, 2.1 (citato in (16)) |
|        | Della Monaca (Molise) (la blasonatura non è stata ancora caricata) (citato in DAlena) |
|        | Della Mora (Firenze) Troncato: nel 1° d'azzurro, allo scaglione d'oro; nel 2° scaccato d'argento e di nero (citato in (16)) |
|        | Della Morea Titolo: conti di Genola; signori di Busca Di rosso, alla croce ancorata, d'oro, con il filetto di nero in sbarra alias D'oro, alla croce ancorata, di nero (citato in (18)) |
|        | Dell'Amorotta (Toscana) (DE) In Silber 1 schräglinksgelegte rotbebandete goldene Geißel (citato in (23)) |
|        | Dell'Amorotto o Dell'Amorotta (Firenze) D'azzurro, alla ferza (talvolta rovesciata) d'argento, manicata d'oro, posta in banda (citato in (16)) (DE) In Blau 1 schräggelegte gestürzte goldene Geißel mit silbernen Riemen (citato in (23)) |
|        | Della Motta Di rosso, alla fascia d'argento, accompagnata da tre bisanti d'oro (citato in (18)) |

### Dellan
| Stemma | Casato e blasonatura |
| ------ | --- |
|        | Della Nave (Castrocaro) d'azzurro, alla nave fornita al naturale colle vele in poppa fluttuante sul mare al naturale (citato in (2) – pag. 272) |
|        | Della Nave (Firenze) D'azzurro, alla barca d'oro fluttuante sul mare al naturale, lumeggiato d'argento (citato in (16)) |
|        | Della Nave (Cortona, Firenze) D'azzurro, al vascello al naturale con le vele ammainate e banderuolato di rosso, navigante sul mare al naturale e posto sotto una stella a otto punte d'oro (citato in (16)) |
|        | Della Nave o Della Nave del Lion Nero (Toscana) (DE) In Blau 1 1 natürliches grünes Meer befahrendes naturfarbenes Segelschiff mit roter Fahne und eingeholtem silbernen Segel, der Mast besetzt mit 1 sechsstrahligen goldenen Stern (citato in (23)) |
|        | Della Nave Martini (Firenze) nave disalberata di oro fluttuante su un mare mosso uscente dalla punta al naturale su azzurro (citato in LEOM) |
|        | Dell'Ancisa (Firenze) D'oro, all'orso levato al naturale, lampassato di rosso, tenente nelle branche anteriori un monte di tre cime dello stesso (citato in (16)) (DE) In Gold 1 schwarzer Bär, 1 roten Dreiberg haltend (citato in (23)) alias D'oro, all'orso levato al naturale, lampassato di rosso, tenente nelle branche anteriori un monte di sei cime dello stesso (citato in (16)) alias D'oro, all'orso levato di nero, lampassato di rosso, tenente nelle branche anteriori un monte di tre cime dello stesso (citato in (16)) alias D'oro, all'orso levato di nero, lampassato di rosso, tenente nelle branche anteriori un monte di sei cime dello stesso (citato in (16)) alias D'oro, all'orso levato al naturale, lampassato di rosso, tenente nelle branche anteriori un monte di tre cime dello stesso, sormontato da un lambello a tre pendenti di rosso (citato in (16)) alias D'oro, all'orso levato al naturale, lampassato di rosso, tenente nelle branche anteriori un monte di sei cime dello stesso, sormontato da un lambello a tre pendenti di rosso (citato in (16)) alias D'oro, all'orso levato di nero, lampassato di rosso, tenente nelle branche anteriori un monte di tre cime dello stesso, sormontato da un lambello a tre pendenti di rosso (citato in (16)) alias D'oro, all'orso levato di nero, lampassato di rosso, tenente nelle branche anteriori un monte di sei cime dello stesso, sormontato da un lambello a tre pendenti di rosso (citato in (16)) alias D'argento, all'orso levato al naturale, tenente nelle branche anteriori un monte di tre cime di rosso, sormontato da due gigli posti tra i tre pendenti di un lambello, il tutto di rosso (citato in (16)) alias (DE) In Gold 1 schwarzer Bär, im rechten Obereck begleitet von 1 schwebenden roten Sechsberg (citato in (23)) alias (DE) Unter blauem Schildhaupt, darin 1 vierlätziger roter Turnierkragen, begleitet von je 1 goldenen Lilie zwischen den Lätzen (Capo d'Angiò), in Gold 1 sitzender schwarzer Bär, 1 roten Dreiberg haltend (citato in (23)) |
|        | Dell'Ancisa (Toscana) (DE) Unter blauem Schildhaupt, darin 1 vierlätziger roter Turnierkragen begleitet von je 1 goldenen Lilie zwischen den Lätzen (Capo d'Angiò), in Silber 1 schwarzer Bär (citato in (23)) |
|        | Dell'Anguillara (Roma) 2 serpenti incrociati per 2 volte e con le teste affrontate di azzurro su argento - bordura inchiavata di argento e di rosso (citato in LEOM) |
|        | Della Noce (Castrocaro) D'azzurro alla nave fornita al naturale con le vele in poppa fluttuante sul mare al naturale (citato in DAlena) |
|        | Della Noce (Genova, Fubine) Titolo: consignori di Ottiglio, Sala Monferrato D'argento, al noce di verde (citato in (18)) |
|        | Della Noia, Principi di Sulmona tre leoni rampanti verdi coronati posti in campo d'argento (citato in (6) – pag. 386) |
|        | Dell'Antella o Antellesi (Firenze) d'argento, allo scaglione di rosso. (citato in (8)) (DE) In Silber 1 roter Sparren (citato in (23)) |
|        | Dell'Antella (Firenze) D'argento, allo scaglione di rosso alias D'argento, allo scaglione di rosso, con il capo di rosso, caricato della croce d'argento alias D'argento, all'archipenzolo di rosso (citato in (16)) |
|        | Dell'Antoglietta (Lecce) Titolo: nobili troncato: nel 1º di azzurro ad un corvo di nero avente nel becco un anello di oro, accompagnato nell'angolo destro da un crescente d'argento avente tra le corna una stella d'oro; nel 2º di oro alla croce di rosso caricata nelle estremità da 4 stelle d'argento, e nel centro da una cometa del medesimo ed accompagnata nel lato destro superiore da un leone d'oro (citato in (4) – Vol. I pag. 402 e in (19)) corvo (uccello) di nero avente nel becco un anello di oro su azzurro - luna di argento con stella (6 raggi) di oro tra le punte in alto a sinistra su azzurro - croce di rosso su oro caricata da 4 stelle (6 raggi) sulle braccia e da cometa tutto di argento posta in fascia al centro coda a destra - leone rampante di oro sul lato sinistro superiore della partizione su oro (citato in LEOM) |

### Dellap
| Stemma | Casato e blasonatura |
| ------ | --- |
|        | Della Palla (Firenze) Partito: nel 1° di rosso, a tre foglie d'oro, 2.1; nel 2° di vaio (citato in (16)) |
|        | Della Pegna (Milano) casa quadrata sormontata da 3 torri la centrale più alta tutto di argento su terrazzo di verde uscente dalla punta sormontata da - 3 stelle (8 raggi) poste 2,1 di oro e affiancata a sinistra - dalle lettere S D maiuscole di nero coricate e a destra - dalle lettere I P maiuscole di nero coricate poste in doppio palo tutto su azzurro - bordura di verde caricata da 4 paia di teste di moro al naturale attorcigliate di argento affrontate e 2 simili al centro in basso (citato in LEOM) |
|        | Della Penna (Ferrara) Titolo: marchesi D'oro, al braccio destro di carnagione, vestito di rosso, movente dal fianco sinistro, e tenente tre penne di struzzo, d'argento, di rosso e d'azzurro (citato in (18)) |
|        | Della Piazza (Siena) D'azzurro, all'uccello d'argento posato su un monte di sei cime d'oro (citato in (16)) |
|        | Della Pietra (Siena) D'azzurro, alla banda d'oro caricata di tre stelle a sei punte di..., e accompagnata da due teste d'uccello di..., 1.1 (citato in (16)) |
|        | Della Pittima (Roma, Montegiorgio) D'azzurro, a San Giorgio rivoltato su cavallo bianco e con rosso, al naturale; al capo di rosso caricato di tre stelle 2 e 1, le due in alto d'argento e quella in basso d'oro. (citato in (30)) |
|        | Del Lapo di San Donnino (Firenze) Di..., al selvaggio di..., posto in maestà, e tenente nella destra una falce di... e nella sinistra un fascio di spighe di... alias Di..., al fauno di..., posto in maestà, e tenente nella destra una falce di... e nella sinistra un fascio di spighe di... (citato in (16)) |
|        | Della Porta (Sorrento) D'azzurro ad una porta aperta sostenuta da 3 scalini, il tutto d'oro (citato in DAlena) |
|        | Della Porta o Alimenti della Porta (Novara) Titolo: marchesi di Ghemme; conti di Cavaglio, Vignale D'argento, alla porta aperta di due ante, di rosso, scalinata di due pezzi, dello stesso Motto: Recte oprando ne timeas (citato in (18)) |
|        | Della Porta o Della Porta de Carli (Novara) Titolo: conti palatini; signori di Garbagna D'argento, alla porta di rosso, aperta e scalinata alias D'oro (?), alla porta al naturale, aperta e scalinata alias Inquartato, al 1° e 4° di della Porta, al 2° e 3° di rosso, al leone coronato, d'oro (de Carli) Motto: Recte oprando ne timeas (citato in (18)) |
|        | Della Porta d'argento, alla porta di rosso, aperta di due battenti di rosso e scalinata di due pezzi di rosso (citato in (26)) Cimiero: l'agnello di argento Motto: Humilitas alta petit |
|        | Della Porta (Novara, Gubbio, Modena) Titolo: conti di Frontone, Carpine, Biscina Inquartato, al 1° e 4° d'azzurro, alla rovere d'oro, con i rami decussati, al 2° e 3° d'argento, alla porta di rosso, aperta Motto: Strenue defensa - Semper aperta (citato in (18)) |
|        | Della Porta (Gubbio) d'argento, alla porta di rosso aperta, scalinata di tre scalini di rosso; al capo d'azzurro, alla rovere d'oro, con i rami decussati, (Immagine nella Raccolta stemmi Trippini (JPG).) |
|        | Della Porta (Porlezza, Torino) Di rosso, alla porta di città d'argento, mattonata di nero, torricellata di due, aperta e finestrata del campo, con tre gigli del secondo, posti in fascia, uno dentro la porta, gli altri ai lati, con il capo d'oro, carico di un'aquila di nero (citato in (18)) |
|        | Della Porta (Acqui) Titolo: conti di Castelletto Molina; consignori di Carentino, Salabue Troncato, al 1° d'azzurro alla porta di rosso, cucita, merlata, con i battenti aperti, di nero e battacchiati d'oro, fondata sulla partizione, sostenuta da due leoni d'oro, affrontati; al 2° scaccato d'argento e di nero alias Troncato, al 1° di rosso, alla porta merlata e aperta, d'argento, al 2° scaccato d'azzurro e d'argento, di sei file (citato in (18)) |
|        | Della Porta (Brianza, Vercelli) Troncato, al 1° d'oro, all'aquila di nero, al 2° trinciato d'argento e di rosso, ciascun punto a una porta dell'uno nell'altro (citato in (18)) |
|        | Della Porta (Saluzzo) D'argento, al castello di rosso, murato di nero, con la saracinesca alzata, con il capo d'oro, carico di un'aquila coronata, di nero Motto: À vertu tout ouvert (citato in (18)) |
|        | Della Porta (Napoletano) (la blasonatura non è stata ancora caricata) (citato in (22)) |
|        | Della Porta (Sicilia) Titolo: barone di vetermo di rosso, con una torre merlata d'oro, sormontata da un'aquila spiegata di nero, per concessione dell'imperatore Ludovico di Baviera, e la bordura composta d'oro, di nero, d'argento e di rosso (citato in (27)) Notizie storiche in Famiglie nobili di Sicilia. |
|        | Della Porta (Roma) (la blasonatura non è stata ancora caricata) (Immagine nell' Porta.pdf#view=fit&navpanes=1 Archivio Storico Capitolino.) |
|        | Della Porta (Lombardia) aquila di nero coronata di una corona di oro a 3 perle tenente in destra una corona di oro e in sinistra un elmo di profilo di argento tutto su oro - porta aperta a 3 gradini di argento su rosso e di rosso su argento nel secondo e terzo quarto - castello a 2 torri al naturale affiancato da 2 mezzi gigli di argento su rosso (citato in LEOM) |
|        | Della Porta (Portovaltravaglia) aquila di nero coronata di oro su oro - portone chiuso affiancato da 2 colonne e sormontato da un architrave tutto di argento su azzurro (citato in LEOM) |
|        | Della Porta (Udine) bandato di azzurro e di argento - sparviero in volo rivolto afferrante una quaglia tutto al naturale su verde (citato in LEOM) |
|        | Della Porta (Gubbio, Novara, Città di Castello) albero di rovere di oro sradicata a 2 rami incrociati su azzurro - porta aperta e gradinata di rosso su argento (citato in LEOM) |
|        | Della Porta de Carli (Torino) porta aperta gradinata di rosso su argento - leone rampante coronato di oro su rosso (citato in LEOM) |
|        | Della Porta Rodiani Carrara o Della Porta de Carli (Piacenza, Trevi, Roma, Torino) porta aperta a 3 gradini di rosso su argento (citato in LEOM) |
|        | Della Posta (Foggia) (la blasonatura non è stata ancora caricata) (citato in DAlena) |
|        | Della Posta (Molise) D'azzurro alla fascia di rosso in divisa accompagnata nel capo da un cavallo corrente, sul quale pende nel canton sinistro una cornetta d'argento e nella punta da un cane d'argento poggiato sul medio e più alto di 3 monti di verde fissante una stella d'argento di 6 raggi posta nel canton destro del capo (citato in DAlena) |
|        | Della Posta (Napoli, Roma, Capri) fascia di rosso su azzurro - cavallo corrente sormontato da un corno da caccia in alto a destra tutto di argento su azzurro in alto - 3 monti al naturale uscenti dalla punta sostenenti un cane fermo di argento mirante - stella (6 raggi) dello stesso nel canton sinistro del capo tutto su azzurro in basso (citato in LEOM) |
|        | Della Posta di Roccatramonti e di Vulgano (Napoli, Capri) Titolo: duca di Civitella Alfadena, col predicato di Roccatramonti e di Vulgano d'azzurro alla fascia cucita di rosso, sormontata da un cavallo corrente sormontato a sinistra da una cornetta da caccia, il tutto d'argento, in punta un cane d'argento su di un monte di tre cime di verde guardante una stella d'argento nel cantone destro Motto: Posui ori meo custodiam ut non delinquam inter coetera vivens (citato in (23)) |
|        | Dell'Apostolo (Pisa) D'azzurro, al semivolo levato d'argento, e alla catena posta in banda attraversante di nero (citato in (16)) |
|        | Della Pressa (Toscana) (DE) Gold-blau gespalten (citato in (23)) |
|        | Della Prina o Della Pruna (Benevagienna) D'argento, al prugno damasceno, nutrito nella pianura erbosa, sostenuto da due mastini, affrontati e ritti, il tutto al naturale (citato in (18)) |
|        | Della Pura (Sansepolcro, Firenze) D'azzurro, all'albero di verde nodrito su un monte di tre cime, accostato al tronco da due stelle a otto punte e sormontato da un lambello a tre pendenti, il tutto d'oro; e alla fascia attraversante dello stesso caricata di tre lettere P maiuscole di rosso (citato in (16)) alias D'azzurro, all'albero di verde nodrito su un monte di tre cime, accostato al tronco da due stelle a sei punte e sormontato da un lambello a tre pendenti, il tutto d'oro; e alla fascia attraversante dello stesso caricata di tre lettere P maiuscole di rosso (citato in (16)) (DE) In Blau 1 naturfarbener Laubbaum, 1 goldenen Dreiberg besetzend, überhöht von 1 dreilätzigen goldenen Turnierkragen, begleitet von je 1 sechsstrahligen goldenen Stern in der rechten Nabelstelle und im linken Untereck und überdeckt von 1 erniedrigten g (citato in (23)) |
|        | Della Pura (Pisa) 3 lettere P maiuscole di rosso su fascia di oro su - albero di pino di verde posto su monte a 3 cime di oro su azzurro - lambello a 3 gocce di oro in alto su azzurro - 2 stelle (6 raggi) di oro poste in fascia ai lati del tronco del pino su azzurro (citato in LEOM) |
|        | Della Pusterla (Milano) Titolo: signori di Frugarolo; consignori di Casalnocetto D'argento, al muro merlato, con porta a sesto acuto, fondato sulla pianura erbosa, chiusa da pusterla, sulla quale arrampica in sbarra una pianta di ortica, il tutto al naturale alias D'oro, all'aquila di nero, linguata di rosso alias D'oro, all'aquila di nero, coronata del campo alias D'oro, all'aquila coronata, di nero, con il capo d'oro, cucito, carico di tre punte, d'azzurro Motto: Pro fide et imperio (citato in (18)) |

### Dellaq
| Stemma | Casato e blasonatura |
| ------ | --- |
|        | Della Quadra (Molise) Scudo contornato da fascia di rosso, caricata di tredici stelle d'oro nel lato destro, e di otto croci nel lato sinistro. Il campo dello scudo d'oro, dentro cui è un altro scudo d'azzurro sormontato da corona imperiale, nel quale un leone sedente abbranca uno scudo minore con le armi del regno di Navarra (citato in DAlena) |
|        | Dell'Aquila (Benevento) Titolo: baroni di Ginestra della Montagna, Patrizi di Benevento d'azzurro all'aquila spiegata di argento e coronata d'oro (citato in (4) – Vol. I pag. 410, Vol. II pag. 377 e Vol. III pag. 305 e in (19)) aquila di argento coronata di oro su azzurro (citato in LEOM)                                                          |
|        | Dell'Aquila (Napoletano) (la blasonatura non è stata ancora caricata) (citato in (22)) |

### Dellar
| Stemma | Casato e blasonatura |
| ------ | --- |
|        | Della Ratta (Napoli) Titolo: conte di Caserta d'argento, al leone di rosso, coronato del medesimo, tenente nella branca destra un crescente montante d'azzurro e accollato di un lambello con 3 pendenti del medesimo, caricati ciascheduno di 3 gigli d'oro, per concessione del Re Roberto (citato in (2) – pag. 8 e in (5) - pag. 95) D'argento al leone di rosso coronato del medesimo tenente nella branca destra un crescente montante d'azzurro e accollato di un labello con 3 pendenti del medesimo caricati ognuno di 3 gigli d'oro alias d'argento al leone di rosso, coronato all'antica dello stesso, tenente nella destra un crescente montante d'azzurro, e il lambello a tre pendenti del medesimo, seminato di gigli d'oro attraversante sul tutto alias d'argento al leone di rosso, coronato all'antica dello stesso, tenente colla branca anteriore destra un crescente montante d'azzurro; col lambello di tre pendenti dello stesso, seminato di gigli d'oro, attraversante sul tutto (citato in DAlena) alias d'argento al leone rosso coronato d'oro, tenente con la zampa destra un crescente montante d'oro, col lambello azzurro di tre pendenti caricati ognuno da tre gigli di oro, attraversante sul tutto (citato in (22)) Notizie storiche in Nobili napoletani. |
|        | Dell'Arca (Firenze) D'oro, alla fascia di losanghe accollate di nero alias Di..., all'arca di... (citato in (16)) |
|        | Dell'Arca (Toscana) (DE) Silber-schwarz geviert (citato in (23)) |
|        | Della Rena o Della Rena della Chiave (Firenze, Prato, Siena) Titolo: signori di Terdobbiate D'azzurro, alla fascia doppiomerlata d'oro, accompagnata da tre stelle a otto (o sei) punte dello stesso, 2.1 (citato in (16) e in (18)) (DE) In Blau 1 goldener Gegenzinnenbalken, begleitet oben von 2, unten von 1 achtstrahligen goldenen Stern (citato in (23)) alias D'oro, al decusse d'azzurro (citato in (18)) |
|        | Della Rena di Messer Pace (Firenze) Fasciato ondato d'oro e di nero alias Fasciato ondato d'argento e d'azzurro alias D'azzurro, alla banda d'oro caricata di tre teste di drago di verde, lampassate e illuminate di rosso alias D'azzurro, alla banda d'oro caricata di tre teste di grifone di verde, lampassate e illuminate di rosso (citato in (16)) |
|        | Della Rena o Della Rena di Messer Pace (Certaldo) (DE) Unter 1 roten Schildhaupt, darin 1 goldener Doppeladler überhöht von je 1 goldenen Krone, blau-gold gespalten: rechts 1 senkrecht zur Figur mit 3 feuerspeienden grünen Drachenköpfen belegter erniedrigter goldener Schrägbalken, links 3 schwarze Wellenbalken (citato in (23)) |
|        | Della Riva o Riva o Ripa (Ivrea) Titolo: signori di Lessolo; consignori di Baio, Brosso, Quassolo D'argento, al mastio di rosso, merlato di quattro pezzi, fortificato di una torre, fondato sulla riva di un fiume, al naturale, scorrente in sbarra a sinistra (citato in (18)) |
|        | Della Riva o Dalla Riva (Padova) struzzo rivolto in atto di salire una collina digradante in sbarra verso la punta tenente nel becco un ferro di cavallo tutto al naturale su rosso - stella (6 raggi) di argento posta nel canton sinistro del capo su rosso (citato in LEOM) |
|        | Della Riva o Dalla Riva (Verona) fascia di oro su troncato di rosso e di argento - 3 rose di oro su banda di argento su rosso - ristretto di terreno al naturale affiorante da una campagna mareggiata di argento e di azzurro sostenente un cane di nero piegato nell'atto di bere su argento (citato in LEOM) |
|        | Della Riva (Torino) banda di argento bordata di nero su oro (citato in LEOM) |
|        | Della Riva (Torino) leone passante di oro su rosso - fasciato controinnestato di azzurro e di argento - aquila coronata di nero su oro in capo (citato in LEOM) |
|        | Della Robbia (Firenze) D'azzurro, al monte di sei cime d'oro sormontato da una spada dello stesso posta in fascia con la punta a destra (citato in (16)) |
|        | Della Rocca (Pisa) Di rosso, al castello di tre piani d'argento, accompagnato da tre foglie (pampini) di verde, 2.1 (citato in (16)) |
|        | Della Rocca (Molise) (la blasonatura non è stata ancora caricata) (citato in DAlena) |
|        | Della Rocca (Reggio) (la blasonatura non è stata ancora caricata) (Immagine nella Raccolta stemmi Trippini (JPG).) |
|        | Della Rocca de Candai (Napoli, Lucera, Roma) torre cimata da un gallo con la testa rivolta tutto al naturale su azzurro - 3 stelle (6 raggi) di oro poste in fascia in alto su azzurro - 3 pali di rosso su oro - 2 vacche di rosso cornate accollate e sonagliate di azzurro passanti un sull'altra su oro (citato in LEOM) |
|        | Della Roma (Abruzzo) (la blasonatura non è stata ancora caricata) (citato in DAlena) |
|        | Della Rossa (Carmagnola) D'azzurro, a dieci stelle d'oro, 4, 3, 2, 1, con il capo d'oro, carico di un'aquila coronata, di nero Motto: Deus et reges dant sua munera dignis (citato in (18)) |
|        | Della Rossa (Saluzzo) D'argento, alla banda di rosso (citato in (18)) |
|        | Della Rovere (Urbino) d'azzurro, al rovere d'oro con i rami passati in decusse (FR) d'azur au rouvre d'or aux rameaux passés en sautoir (EN) azure, a durmast oak Or with the branches put in saltire (citato in (5) - pag. 134 (alla rovere sradicata, ghiandifera e con i rami passati in doppia croce di S.Andrea)) d'azzurro alla rovere sradicata di oro con i rami passanti in doppia croce di Sant'Andrea (citato in (4) - Vol. IV pag. 46) |
|        | Della Rovere (Carmagnola, Torino) Titolo: conti di Cinzano; signori di Belriparo, Bruzolo, Castelvecchio, Cercenasco, Mombasiglio, Montafia, Rivalba, Vinovo; consignori di Bruino, Candiolo, Cantogno, Castelnuovo, Castelreinero, Cisterna, Cortanze, Cortazzone, Lemie, Montosolo, Piobesi, Rivalta, Santena D'azzurro, al rovere d'oro, con i rami decussati e ridecussati alias D'azzurro, al rovere di verde, cucito, con i rami decussati e ridecussati Motto: Attigimus portum (citato in (18)) |
|        | Della Rovere (Savona, Torino, Casale, Roma) Titolo: marchesi di Montabone, Montiglio; conti di Bistagno e Monastero, Viù; signori di Mombasiglio; consignori di Ormea, Roccaverano, Usseglio Inquartato in decusse, d'azzurro e d'oro alias Interzato in fascia, al 1° d'oro, all'aquila di nero, al 2° d'argento, alla croce di rosso, al 3° di Basso alias D'azzurro, al rovere d'oro, con i rami decussati e ridecussati (Immagine nella Raccolta stemmi Trippini (JPG).) Motto: Cariem non sentit (citato in (18)) |
|        | Della Rovere (Casale Monferrato) albero di rovere uscente dalla punta a 4 rami incrociati per 2 volte di oro su azzurro (citato in LEOM) |
|        | Della Rovere (Cividale) albero di rovere al naturale fruttata di oro sradicata su azzurro (citato in LEOM) |
|        | Della Rozia o Rozia o Roccia (Baldesco, Mirabello) Titolo: consignori di Baldesco D'azzurro, a tre chiodi(?), di nero, sostenuti da un monte (?), di verde, in punta dello scudo, con il capo d'oro, carico di un'aquila, di nero (citato in (18)) |
|        | Dell'Arra (Casale) Troncato, d'oro, a due uccelli passanti d'argento, cuciti, e di verde, al quadrato di nero (citato in (18)) |
|        | Dell'Arte della Lana (Firenze) D'azzurro, alla testa e collo di cervo d'oro, racchiudente fra le corna una stella a otto punte dello stesso (citato in (16)) |
|        | Dell'Arte della Lana o Dei Paoli (Toscana) (DE) In Gold 1 nach links gewendetes sitzendes silbernes Lamm mit erhobenen Vorderbeinen, überhöht von 1 achtstrahligen silbernen Stern und überdeckt von 1 roten Balken (citato in (23)) |

### Dellas
| Stemma | Casato e blasonatura |
| ------ | --- |
|        | Della Sala o Della Sala Spada o Bava della Sala (Moncalvo, Casale Monferrato, Milano) Titolo: consignori di Barone, Candia, Castelletto Merli, Castiglione, Mercenasco, Rocchetta Palafea, Sala, Terruggia D'azzurro, alla fascia d'oro, sormontata da una stella (8), dello stesso (citato in (18)) fascia di oro sormontata da - una stella (8 raggi) dello stesso su azzurro (citato in LEOM) alias D'azzurro, a due bande di rosso, cucite, accompagnate da cinque stelle (8) d'oro, con il capo d'oro carico di un'aquila di nero (citato in (18)) 2 bande di rosso accompagnate da - 5 stelle (8 raggi) di oro poste una in alto in destra 3 in banda al centro e una in basso a sinistra su azzurro - aquila di nero su oro in capo (citato in LEOM) alias Partito, al 1° d'azzurro, a tre spade d'argento, sormontate da una stella (8), con la fascia attraversante, il tutto d'oro, al 2° d'azzurro, a due bande di rosso, cucite, accompagnate da cinque stelle (8), d'oro, con il capo d'oro, carico di un'aquila, di nero (citato in (18)) fascia di oro su - 3 spade in palo punte in alto poste in fascia di argento sormontata la centrale da - una stella (8 raggi) di oro tutto su azzurro - 2 bande di rosso accompagnate da - 5 stelle (8 raggi) di oro poste una in alto in destra 3 in banda al centro e una in basso a sinistra su azzurro - aquila di nero su oro in capo (sulla seconda partizione) (citato in LEOM) alias D'azzurro, a due bande d'argento, accompagnate da cinque stelle d'oro, poste 1, 3, 1, con il capo d'oro, carico di un'aquila, di nero (citato in (18)) Motto: Propello profana |
|        | Della Scala (arma antica) (Verona) di rosso, alla scala di 4 pioli d'argento, posta in palo (citato in (2) – pag. 495) |
|        | Della Scala (Verona) di rosso, alla scala d'argento in palo, trattenuta da due levrieri controrampanti, d'argento (citato in CROL – pag. 19, in (5) - pag. 106 (due cani affrontati) e in DAlena) |
|        | Della Scala (Vercelli) D'azzurro, alla scala d'argento, in palo, con il capo d'oro carico di un'aquila coronata, di nero alias D'azzurro, alla scala d'argento, di dodici scalini, posta in sbarra, (con il capo d'oro carico di un'aquila coronata, di nero) alias D'azzurro, alla scala di pietra d'argento, con il capo (d'oro?) carico di un'aquila coronata, di nero Motto: Per questa con virtù si ascende e vince (citato in (18)) |
|        | Della Scala (Lodi) di rosso, alla scala d'argento di cinque scalini, in palo, sostenuta da due leoni controrampanti dello stesso; con il capo d'oro carico di un'aquila di nero, coronata del campo (Immagine nella Raccolta stemmi Trippini (JPG).) |
|        | Della Scala (Robecco d'Oglio) aquila di nero coronata di oro su oro - scala posta in palo a 5 pioli di oro sostenuta da - 2 cani levrieri controrampanti di argento affrontati tutto su rosso (citato in LEOM) spaccato; nel primo d'oro, all'aquila spiegata di nero coronata d'oro; nel secondo di rosso, ai due levrieri d'argento controrampanti e tenenti una scala a cinque pioli d'oro (citato in BLCR) Immagine in Blasonario Cremonese (archiviato dall'url originale il 6 marzo 2017). |
|        | Della Scarperia (Firenze) Troncato d'argento e di nero, al leone dell'uno all'altro (citato in (16)) |
|        | Della Seta (Pisa, Firenze) D'argento, sfioccato di rosso, alla banda diminuita attraversante d'oro (citato in (16)) |
|        | Dell'Asino (Toscana) (DE) Unter 1 silbernen Schildhaupt, darin 1 rotes Johanniterkreuz (Capo di San Stefano), in Rot 1 goldener Gegenzinnenpfahl (citato in (23)) |
|        | Dell'Asino (Toscana) (DE) In Rot 1 goldener Gegenzinnenschrägbalken, unten begleitet von 1 mit 1 roten Kreuz belegten silbernen Scheibe (citato in (23)) |
|        | Della Sirena (Pisa) Di..., alla sirena a doppia coda di... (citato in (16)) |
|        | Della Spina (Pisa) Di rosso, alla fascia d'argento, caricata di tre rose d'oro (citato in (16)) |
|        | Dell'Aste (Pisa) Di..., alla scala di tre pioli di... (citato in (16)) |
|        | Della Stella (Firenze) Di nero, a sei palle d'argento, 3.2.1 alias Di nero, a sei bisanti d'argento, 3.2.1 (citato in (16)) |
|        | Della Stria (Ivrea) Titolo: consignori di Bairo, Bollengo, Candelo e Benna Palato d'oro e di nero, con il capo di rosso (citato in (18)) |
|        | Della Stufa (Firenze) D'argento, a due leopardi illeoniti d'oro controtenenti una croce latina di rosso (citato in (16)) (DE) In Silber 2 einwärtsgekehrte goldene Leoparden, 1 rotes Hochkreuz haltend (citato in (23)) alias D'argento, a due leoni d'oro controtenenti una croce latina di rosso (citato in (16)) alias D'argento, a due leopardi illeoniti d'oro controtenenti una croce latina di rosso, con il capo di Francia (citato in (16)) alias D'argento, a due leoni d'oro controtenenti una croce latina di rosso, con il capo di Francia (citato in (16)) |
|        | Della Sugara (Siena) D'oro, all'albero sradicato di verde, fustato di rosso (citato in (16)) |

### Dellat
| Stemma | Casato e blasonatura |
| ------ | --- |
|        | Della Tolfa (Molise) D'azzurro alla torre d'argento (citato in DAlena e in (22)) alias d'azzurro, alla torre di tre palchi d'argento chiusa di nero e terrazzata di verde (citato in DAlena) |
|        | Della Toricella d'azzurro al castello torricellato, aperto del campo, posto sopra un monte d'argento e cimato da una banderuola dello stesso, accompagnato in capo da tre stelle male ordinate d'argento (citato in (4) – Vol. II pag. 425) |
|        | Della Torre e Torriani (Milano) d'azzurro, a due bastoni d'argento, fiordalisati d'oro, posti in decusse, alla torre di rosso, aperta e finestrata d'argento, attraversante sul tutto e sormontata da un crescente montante pure d'argento (citato in (3) ) |
|        | Della Torre d'azzurro, alla torre merlata di tre pezzi d'argento, aperta e finestrata di due pezzi del campo, poggiata di verde (citato in (5) – pag. 142) |
|        | Della Torre (Firenze) Di..., all'albero sradicato di..., accompagnato in capo da tre stelle a otto punte di..., 1.2 (citato in (16)) |
|        | Della Torre (Firenze) D'azzurro, a due gigli fustati decussati d'oro (citato in (16)) |
|        | Della Torre (Pistoia) D'azzurro, alla torre al naturale accostata da quattro uccelli fermi dello stesso, due per lato, quelli di destra rivolti alias D'azzurro, alla torre al naturale accostata da quattro uccelli volanti dello stesso, due per lato, quelli di destra rivolti (citato in (16)) |
|        | Della Torre (Casalicchio, Molise) Troncato d'oro e d'azzurro alla torre di tre pezzi alla ghibellina posta sul tutto sormontata da un'aquila di nero uscente dalla stessa e accostata da due leoni controrampanti d'argento coronati d'oro alias d'azzurro alla pianura di verde sostenente una torre d'oro, accompagnata in capo da una mezzaluna crescente e figurata d'argento accostata da due stelle (8) dello stesso (citato in DAlena) |
|        | Della Torre (Mondovì) Titolo: signori di Cigliè, Pertengo, Roburent, Torre Mondovì; consignori di Balma, Carassone, S. Giorgio Scarampi, S. Michele Di rosso, alla torre d'argento, merlata di quattro pezzi Motto: Altite vel don (citato in (18)) |
|        | Della Torre o Torre Ruffinetto o Bobbio della Torre (Saluzzo) Titolo: consignori di Bairo, Bagnolo, Bibiana, Bobbio Pellice, Luserna, Pertengo, S. Martino D'argento, alla torre di rosso alias Inquartato, al 1° e 4° d'argento alla torre di rosso; al 2° e 3° d'azzurro, a due scettri d'oro, gigliati e decussati, il tutto sotto un capo d'oro, carico di un'aquila coronata, di nero Motto: Tranquillité - Nosce te ipsum (citato in (18)) |
|        | Della Torre o Torriani (Milano) Titolo: signori di Tortona D'azzurro, a due bastoni (scettri?) d'oro, gigliati in alto e decussati, con la torre di rosso, aperta e finestrata del campo, attraversante sul tutto, con il capo d'oro, carico di un'aquila di nero, coronata d'oro alias Inquartato, al 1° e 4° d'azzurro, a due scettri d'oro, gigliati e decussati, al 2° e 3° d'argento, alla torre di rosso, il tutto sotto un capo d'oro, carico di un'aquila coronata, di nero, linguata di rosso alias D'argento, a due scettri d'oro, gigliati e decussati, con la torre di rosso, aperta e finestrata del campo, attraversante sul tutto alias Di rosso, a due scettri d'oro, gigliati e decussati, con la torre d'oro, aperta e finestrata di nero, sostenuta da un monte di verde, attraversante sul tutto, con il capo d'oro, carico di un'aquila bicipite di nero, coronata del campo (citato in (18))                                                                                |
|        | Della Torre (Mantova, Casale) Titolo: consignori di Incisa, Montemagno D'azzurro, alla torre di rosso, aperta e finestrata del campo, con due scettri d'oro, gigliati in ambedue le estremità e decussati, attraversanti sul tutto (citato in (18)) |
|        | Della Torre o De Turre (Moncalieri) D'argento, alla torre di rosso (citato in (18)) |
|        | Della Torre (Roma) (la blasonatura non è stata ancora caricata) (Immagine nell' Torre.pdf#view=fit&navpanes=1 Archivio Storico Capitolino.) |
|        | Della Torre (Verona) torre di oro merlata (4 pezzi) alla ghibellina porta chiusa dello stesso fregiata di 4 gradini - 2 alabarde particolari (partigiane) in croce di Sant'Andrea di rosso su azzurro sulla porta (citato in LEOM) |
|        | Della Torre (Gorizia, Piemonte) torre di rosso merlata alla guelfa di 3 pezzi affiancata da - 2 gigli di oro e da una luna dello stesso in capo tutto su argento (citato in LEOM) |
|        | Della Torre (Svizzera) torre al naturale merlata alla guelfa uscente dalla punta chiusa e attraversata da - 2 spade incrociate punte in alto di argento tutto su azzurro (citato in LEOM) |
|        | Della Torre o Del Torre (Cividale del friuli) testa di grifo strappata di rosso e lampassata dello stesso su oro (citato in LEOM) |
|        | Della Torre (Cesena) (la blasonatura non è stata ancora caricata) (citato in BLCW) Immagine in Blasone Cesenate. |
|        | Della Torre Arrigoni o Del Bello (Ravenna, pesaro) torre di argento su terrazzo di verde uscente dalle partizioni su azzurro - palato di argento e di rosso (citato in LEOM) |
|        | Della Torre di Lavagna o Dalla Torre di Lavagna (Genova, Chiavari, La Spezia) torre merlata alla ghibellina di 3 pezzi al naturale fondata su terrazzo di verde uscente dalla punta cimata da - una aquila nascente di nero coronata di oro tutto su troncato di oro e di azzurro - 2 leoni controrampanti al naturale coronati di oro verso la torre sul troncato di oro e di azzurro (citato in LEOM) |
|        | Della Torre di Lavagna o Dalla Torre di Lavagna (Genova, Chiavari, La Spezia) torre merlata alla ghibellina di 3 pezzi al naturale fondata su terrazzo di verde uscente dalla punta cimata da - una aquila bicipite nascente di nero coronata di oro tutto su troncato di oro e di azzurro - 2 leoni controrampanti al naturale coronati di oro verso la torre sul troncato di oro e di azzurro (citato in LEOM) |
|        | Della Torre di Lavagna o Dalla Torre di Lavagna (Genova, Chiavari, La Spezia) torre merlata alla ghibellina di 3 pezzi al naturale fondata su terrazzo di verde uscente dalla punta cimata da - una aquila nascente di nero tutto su troncato di oro e di azzurro - 2 leoni controrampanti al naturale verso la torre sul troncato di oro e di azzurro (citato in LEOM) |
|        | Della Tosa (Firenze) D'azzurro, alla forbice posta in banda d'argento, sormontata da una palla dello stesso caricata della croce di rosso (citato in (16)) (DE) In Blau 1 mit 1 roten Kreuz belegte silberne Scheibe im linken Obereck und 1 schräggelegte silberne Schafschere schräglinksbalkenweise (citato in (23)) alias D'azzurro, alla forbice posta in banda d'argento, sormontata da una palla dello stesso caricata dello scudetto rotondo del Popolo fiorentino (citato in (16)) alias D'azzurro, alla forbice posta in banda d'argento, sormontata da una palla dello stesso caricata della croce di rosso, con la bordura d'oro caricata di lettere A gotiche di nero alternate a punti dello stesso (citato in (16)) alias D'azzurro, alla forbice posta in banda d'argento, sormontata da una palla dello stesso caricata dello scudetto rotondo del Popolo fiorentino, con la bordura d'oro caricata di lettere A gotiche di nero alternate a punti dello stesso (citato in (16)) |

### Dellav
| Stemma | Casato e blasonatura |
| ------ | --- |
|        | Della Vacca (Pisa) Di rosso, a due bande d'argento; con il capo del secondo caricato di un bue passante del primo (citato in (16)) |
|        | Della Vacchia (Firenze) Di..., alla banda diminuita di..., accostata superiormente da un crescente volto in banda di..., posto fra due stelle a otto punte di.... il tutto ordinato nel senso della pezza; e accompagnata in punta da un albero sradicato di... (citato in (16)) |
|        | Della Vacchia da Nipozzano (Firenze) Di..., al castello turrito di un pezzo di..., e al capo di..., sostenuto da una divisa di rosso, e caricato di tre stelle a otto punte di... (citato in (16)) |
|        | Della Vaiana (Pisa) D'azzurro, a dodici stelle a otto punte d'argento, 3.3.3.3 (citato in (16)) |
|        | Della Valle (Firenze) Di..., alla stella a otto punte di... (citato in (16)) |
|        | Della Valle (Toscana) (DE) In Blau 1 achtstrahliger facettierter goldener Stern (citato in (23)) |
|        | Della Valle (Firenze) D'azzurro, alla banda di rosso accompagnata da due palle dello stesso, 1.1 (citato in (16)) |
|        | Della Valle (Casorzo, Vignale) Titolo: consignori di Cella, Cuccaro Fasciato, di una fascia interzata in palo, d'oro, di rosso e d'oro, e d'azzurro; con il capo d'oro, carico di un'aquila, di nero alias D'argento, a tre fasce di cinque punti di rosso equipollenti a quattro d'oro, con il capo d'argento, carico di un'aquila, di nero (citato in (18))                          |
|        | Della Valle (Costigliole, Saluzzo) Titolo: marchese di Clavesana; conte di Torricella Palato d'oro e di rosso (citato in (18) e in (26)) alias palato di sei pezze, tre d'oro, e tre di rosso profilate di nero (citato in (26)) Cimiero: un'aquila spiegata di nero coronata del medesimo / un'aquila di nero, coronata d'oro / un'aquila nera coronata dello stesso Motto: À bon fin |
|        | Della Valle (Roma) 2 leoni controrampanti di rosso accompagnati da - 6 stelle (6 raggi) dello stesso poste 3 in fascia e 2 in palo al centro tutto su oro - capo d'Impero (citato in LEOM) |
|        | Della Valle di San Martino (Val San Martino, Pinerolo) Titolo: signori della Valle di San Martino D'argento, al leone di rosso alias D'oro, al leone di rosso (citato in (18)) |
|        | Della Verde (Prato) D'azzurro, allo scaglione d'argento accompagnato da tre bisanti dello stesso, 2.1 (citato in (16)) |
|        | Dell'Aversana (Napoletano) (la blasonatura non è stata ancora caricata) (citato in (22)) |
|        | Dell'Aversana (Napoletano) (la blasonatura non è stata ancora caricata) (citato in (22)) |
|        | Della Vetera o Malaguti Sala Vetera (Roma) (la blasonatura non è stata ancora caricata) (Immagine nell' Archivio Storico Capitolino (PDF) (archiviato dall'url originale il 4 marzo 2016).) |
|        | Della Vitella di rosso, a due scaglioni d'oro (citato in (5) – pag. 114) |
|        | Della Vipera (Benevento) Titolo: conti d'oro alla vipera di nero a due teste con due ali e zampe di aquila (citato in (14)) (Immagine nella Raccolta stemmi Trippini (JPG).) |
|        | Della Vitella (Toscana) (DE) In Rot 2 goldene Sparren (citato in (23)) |
|        | Della Volpe d'azzurro, alla volpe rampante d'oro, coronata dello stesso (citato in (5) – pag. 152) |
|        | Della Volpe (Imola, Bologna) 2 rotelle ovali incrociate un sull'altra partite di argento e di rosso con 10 fori ciascuna posti in tripla banda e sbarra 4,2,4 dai quali è visibile il campo partito di rosso e di argento - capo fasciato di oro e di nero (citato in LEOM) |
|        | Della Volta bandato di argento e di rosso (citato in (4) – Vol. II pag. 387) |
|        | Della Volta (Firenze) D'azzurro, al toro furioso d'oro, addestrato da due rose dello stesso, poste l'una sull'altra; il tutto abbassato sotto il capo cucito d'Angiò (citato in (16)) |
|        | Della Volta (Toscana) (DE) In Blau 1 goldener Stier mit unterschlagenem Schwanz, begleitet rechts von 1 goldenen Rose und überhöht von 1 nach rechts geneigten vierlätzigen roten Turnierkragen (citato in (23)) |
|        | Della Volta (Genova) Titolo: signori di Voltaggio Bandato d'argento e di rosso (citato in (18)) |
|        | Del Lavoratore (Mondovì ?) D'azzurro, al leone bandato d'argento e di rosso, tenente con la zampa destra un ramo di palma (?), di verde Motto: Honos virtutis (citato in (18)) |
|        | Dell'Avveduto (Firenze) D'argento, al leone d'azzurro e alla banda diminuita attraversante di rosso (citato in (16)) |

### Dellaz
| Stemma | Casato e blasonatura                                                                                         |
| ------ | --- |
|        | Della Zannella (Toscana) (DE) In rot-silber geteiltem Feld 1 schwarzer Majuskelbuchstabe? J (citato in (23)) |

### Delle
| Stemma | Casato e blasonatura |
| ------ | --- |
|        | Delle Bombarde (Firenze) Di..., alla balestra posta in palo di..., e alla banda attraversante di... caricata di quattro gigli di..., posti nel senso della pezza (citato in (16)) |
|        | Delle Botte (Firenze) Losangato di nero e d'argento, ciascuna losanga del secondo caricata di un anelletto del primo alias Losangato d'argento e di nero, ciascuna losanga del secondo caricata di un anelletto del primo (citato in (16)) |
|        | Delle Botti (Toscana) (DE) Mit Kreuzchen besätes Feld (citato in (23)) |
|        | Delle Botti o Delle Botte (Toscana) (DE) 1 silber-schwarz gerautetes Feld, besät mit schwarzen Scheiben (citato in (23)) |
|        | Delle Brache (Pisa) Di rosso, a tre pali d'oro e alla banda attraversante d'azzurro (citato in (16)) |
|        | Delle Carceri (Verona) troncato di argento e di azzurro - a 2 monti di verde a forma di trifoglio uscenti rispettivamente dalla troncatura e dalla punta (citato in LEOM) |
|        | Delle Colombe (Firenze) D'argento, al leone di rosso e alla fascia attraversante d'azzurro (citato in (16)) (DE) In Silber 1 roter Löwe, überdeckt von 1 blauen Balken (citato in (23)) alias D'azzurro, al leone al naturale e alla fascia attraversante di rosso (citato in (16)) |
|        | Delle Colombe (Toscana) (DE) In Silber 1 roter Löwe, überdeckt von 1 schwarzen Schrägfaden (citato in (23)) |
|        | Delle Donne o De Dominabus Titolo: consignori di Mondonio Troncato di nero e d'argento, al leone dell'uno nell'altro (citato in (18)) |
|        | Delle Donne o Di Donna (Napoletano) Titolo: barone del feudo rustico di S. Maria Jacobi d'azzurro, alla banda d'argento caricata da tre gigli d'oro, accompagnata in capo da un destrocherio d'argento tenente una testa umana di carnagione, sormontato da una cometa a 5 raggi d'oro, ed in punta da una corona d'oro (citato in (32)) |
|        | Delle Dote (Firenze) Di..., a tre fiamme di..., 2.1, accompagnate in capo da un lambello a quattro pendenti di... (citato in (16)) |
|        | Delle Lanze (Vercelli) Titolo: conti di Bollengo, Montonaro, Sale; signori di Vinovo; consignori di Borgovercelli D'azzurro, a tre lance d'oro, banderuolate d'argento, una accanto all'altra (arma antica) alias D'azzurro, inquartato da un filetto d'oro, il 1º e 4º a tre lance banderuolate d'oro, una accanto all'altra alias D'azzurro, a tre lance d'oro, poste in palo, banderuolate a sinistra di rosso, con il capo d'oro, carico di un'aquila di nero, coronata del campo Motto: Urgenda occasio - Va diritto e lascia dir chi vole (citato in (18))                                                           |
|        | Dellemann (Cornaiano (Trento)) Titoli: Nobile e Cavaliere del S. R. I. col predicato di Angerburg inquartato: nel 1º e 4º d'oro, al braccio uscente dal lato inferiore, vestito d'azzurro con risvolto bianco, con la mano di carnagione aperta e posta in palo; nel 2º e 3º d'argento al cuore di rosso Cimieri: due corna di bufalo troncate, quella a destra d'argento e di rosso; quella a sinistra d'oro e d'azzurro, dalle cui cime sorgono sei penne di pavone. Tra le due corna è posto in palo il braccio dello scudo impugnante un pugnale d'argento posto in fascia a destra (citato in (4) – Vol. II pag. 606) |
|        | Delleone o Del Leone (Rutigliano) partito nel 1º di ... (argento ?) al leone rampante al naturale rivoltato; nel 2º di ... (azzurro ?) alla cotissa di ... (oro ?) attraversante la partizione, decussata da un bastone di nero posto in palo e accompagnato in capo da un giglio (dello stesso ?) (citato in (29)) |
|        | Dell'Erba (Como, Rutigliano, Castellana) Titolo: nobile d'argento al castello di rosso aperto e finestrato del campo merlato alla guelfa e torricellato di due pezzi fondato sulla pianura erbosa al naturale con la bordura composta di rosso e d'argento (citato in (29)) |
|        | Dell'Erede (Firenze) Di..., alla banda di... alias Di rosso, alla banda d'azzurro caricata di un giglio d'oro, e accostata da sei stelle a otto punte dello stesso, 3.3 (citato in (16)) |
|        | Delle Secchie (Toscana) (DE) Silber-gold gespalten und überdeckt von 1 rot-blau gespaltenen Schrägbalken (citato in (23)) |
|        | Delle Vecchie (Pisa) Partito: nel 1° d'oro, all'aquila dal volo abbassato di nero uscente dalla partizione; nel 2° di rosso, alla mitra episcopale d'argento (citato in (16)) |

### Delli
| Stemma | Casato e blasonatura |
| ------ | --- |
|        | Delli (Firenze) Di verde, al cane rampante d'argento, lampassato di rosso (citato in (16)) |
|        | Delli (Toscana) (DE) In Grün 1 silberner Hund (citato in (23)) |
|        | Delli (Firenze) Inquartato decussato di rosso e d'azzurro, a due foglie di sega decussate attraversanti d'oro, dentate a sinistra nei due bracci superiori e a destra nei due bracci inferiori (citato in (16)) |
|        | Dellio Delli della Scala (Firenze) D'azzurro, alla fede di carnagione vestita di rosso, sostenente un cuore dello stesso, sormontato da una stella a otto punte d'oro (citato in (16)) (DE) In Blau 1 Paar rotbekleideter Treuhände, 1 rotes Herz haltend und oben begleitet von 1 achtstrahligen goldenen Stern (citato in (23))                                                                            |
|        | Delli (Pistoia) Inquartato d'azzurro e d'oro, a quattro conchiglie contrapposte dell'uno nell'altro (citato in (16)) |
|        | Delli Enci (Cesena) (la blasonatura non è stata ancora caricata) (citato in BLCW) Immagine in Blasone Cesenate. |
|        | Delli Falconi (Taranto, Lecce) d'oro, alla banda di rosso, accompagnata da falchi al naturale (citato in (24)) |
|        | Delli Monti (Napoletano) (la blasonatura non è stata ancora caricata) (citato in (22)) |
|        | Dell'Imperatore (Firenze) Troncato: nel 1° d'oro, all'aquila dal volo abbassato di nero coronata del campo; nel 2° di rosso, alla corona di lauro d'oro (citato in (16)) |
|        | Dell'Ingorgione (Firenze) Troncato: nel 1° d'oro, al monte di sei cime di rosso, nascente dalla partizione, talvolta sostenente una foglia di fico di verde; nel 2° fasciato di cinque pezzi di nero, d'argento, d'oro, di nero e d'argento (citato in (16)) |
|        | Delli Ponti (Taranto, Rutigliano) Titolo: nobile d'azzurro a due ponti d'argento sormontati da due torri dello stesso, detti ponti posti sopra onde scorrenti al naturale e accompagnati in capo da tre stelle d'argento ordinate in fascia (citato in (29)) |
|        | Delli Santi Cimaglia Gonzaga (Napoli) albero cipresso nodrito su terrazzo uscente dalla punta tutto al naturale su - sbarra di rosso su argento - stella (5 raggi) di rosso posta in alto a destra - aquila al naturale posta sul centrale dei 3 monti di verde su un campo sassoso uscente dalla punta tutto su azzurro - stella (6 raggi) di argento posta in alto a sinistra (citato in LEOM)             |
|        | Dell'Ischia (Firenze) Di..., all'albero sradicato di... (citato in (16)) |
|        | Dell'Isola o De Insula o Isola o Dellisola (Chivasso) Titolo: baroni di Borghetto e Chiavarini; signori di Isola d'Asti, Vignale; consignori di Monteu da Po di rosso a due fasce d'oro; col capo dell'impero (citato in (4) – Vol. III pag. 693 e in (18)) 2 fasce di oro su rosso - capo d'Impero (citato in LEOM) Cimiero: lo struzzo d'argento che tiene col becco un ferro di cavallo Motto: A.V.I.S.A. |
|        | Dell'Isola (Genova) Titolo: consignori di Castagnole Lanze, Neive D'oro, a tre scaglioni di nero, con il capo d'oro, cucito, carico di un'aquila nascente di nero (citato in DAlena e in (18)) |
|        | Dell'Isola (o De Insola) (Ravello) Titolo: Patrizio di Ravello D'argento alla fascia di nero (citato in DAlena e in Chiese di Ravello. ) riconosciuto (1906) Patrizio di (m.) |

### Dello
| Stemma | Casato e blasonatura |
| ------ | --- |
|        | Dell'Oca (Pisa) D'azzurro, all'oca passante d'argento (citato in (16)) |
|        | Dell'Olmo (Firenze) D'azzurro, all'albero (olmo) sradicato al naturale, e alla fascia diminuita attraversante di rosso (citato in (16)) |
|        | Dell'Operaio (Pisa) D'argento, al gallo di nero, crestato e barbato di rosso, appoggiato ad uno stelo di panico d'oro, con pannocchia dello stesso; e al capo d'azzurro, caricato di tre stelle a otto punte d'oro (citato in (16)) |
|        | Dell'Opre (Firenze) Di..., alla banda di..., caricata di tre teste umane di... (citato in (16)) |
|        | Dell'Orsa (Pistoia) D'oro, all'orso passante di nero sostenuto dalla roccia obliqua destra di verde alias D'oro, all'orso passante di nero sostenuto dalla palizzata di verde (citato in (16)) |
|        | Dell'Osanna (Toscana) (DE) In Blau 1 erniedrigter goldener Sparren, begleitet oben von 2, unten von 1 zunehmenden goldenen Halbmond (citato in (23)) |
|        | Dello Scappolla (Firenze) Troncato d'argento e di nero, al cane rampante dell'uno all'altro, collarinato e lampassato di rosso, tenente con le zampe anteriori una scure al naturale alias Troncato d'argento e di rosso, al leone dell'uno all'altro, tenente con le branche anteriori una scure di... (citato in (16)) |
|        | Dello Scarfa (Firenze) D'azzurro, alla banda d'oro accompagnata da due ghirlande dello stesso, 1.1 (citato in (16)) (DE) In Blau 1 goldener Schrägbalken, begleitet von 2 goldenen Lorbeerkränzen (citato in (23)) alias D'azzurro, alla banda d'oro accompagnata da due ghirlande dello stesso, 1.1, con il capo del campo caricato della croce di Gerusalemme posta in mezzo a due gigli d'oro (citato in (16)) alias D'azzurro, alla banda d'oro accompagnata da due ghirlande dello stesso, 1.1; con il capo d'Angiò (citato in (16)) |
|        | Dello Scelto (Firenze) Di..., alla fascia di..., accompagnata da sei gigli di..., 3.3 (citato in (16)) |
|        | Dello Scelto (Firenze) D'azzurro, al drago d'argento, lampassato di rosso (citato in (16)) |
|        | Dello Sciocco (Firenze) Troncato: nel 1° di rosso, al leone d'oro nascente dalla troncatura; nel 2° d'argento, a due fasce d'azzurro (citato in (16)) |
|        | Dello Sciorina (Firenze) Partito d'oro e di nero, al cane rampante dell'uno all'altro (citato in (16)) |
|        | Dell'Osso d'azzurro, al cane bracco sedente d'argento, bailonato da un osso dello stesso (citato in (5) – pag. 110) |
|        | Dell'Oste (Pisa) D'azzurro, al destrocherio armato impugnante in palo una spada e addestrato da un leone rivolto; il tutto al naturale e accompagnato in capo da due stelle a otto punte d'oro alias D'azzurro, al destrocherio armato impugnante in palo una spada e addestrato da un leone rivolto; il tutto al naturale e accompagnato in capo da due stelle a otto punte d'oro; con il capo di Santo Stefano (citato in (16)) |
|        | Dello Steccuto (Firenze) D'azzurro, a due pesci d'oro, posti in palo curvati, abboccanti a una crocetta di rosso alias D'azzurro, a due pesci d'oro, posti in palo curvati, abboccanti a una crocetta d'oro alias D'azzurro, a due pesci d'oro, posti in palo curvati, abboccanti a una crocetta di rosso il tutto sormontato da tre ghirlande d'oro, ordinate in capo alias D'azzurro, a due pesci d'oro, posti in palo curvati, abboccanti a una crocetta d'oro il tutto sormontato da tre ghirlande d'oro, ordinate in capo alias D'azzurro, a due pesci d'oro, posti in palo curvati, abboccanti a una crocetta di rosso, e al capo del campo, sostenuto da un filetto in fascia d'oro e caricato di tre ghirlande dello stesso alias D'azzurro, a due pesci d'oro, posti in palo curvati, abboccanti a una crocetta d'oro, e al capo del campo, sostenuto da un filetto in fascia d'oro e caricato di tre ghirlande dello stesso (citato in (16)) |
|        | Dello Strenato (Prato) Di..., al capo di..., caricato di tre crescenti montanti di... (citato in (16)) |
|        | Dello Strinato o Dello Stimato (Toscana) (DE) In Gold 4 rote Schrägbalken, überdeckt von 1 silbernen Balken (citato in (23)) |
|        | Dello Struffa (Firenze) Di rosso, al capro saliente d'argento (citato in (16)) (DE) In Rot 1 silberner Ziegenbock (citato in (23)) |

### Dellu
| Stemma | Casato e blasonatura                                                                   |
| ------ | -------------------------------------------------------------------------------------- |
|        | Dell'Ugo (Asolo) (la blasonatura non è stata ancora caricata) (citato in DAlena)       |
|        | Del Lupo (Firenze) Scaccato d'argento e di rosso, al capo d'oro pieno (citato in (16)) |